# Corso Unione Sovietica
Corso Unione Sovietica – jedna z głównych ulic Turynu. Arteria zaczyna się na południowych obrzeżach centrum miasta i prowadzi w kierunku południowych. W pobliżu Corso Unione Sovietica znajduje się stadion olimpijski, Palasport Olimpico oraz zakłady Fiat Mirafiori. Kontynuacją Corso jest droga SS23.